# Petersburg (Nebraska)
Petersburg es una villa ubicada en el condado de Boone en el estado estadounidense de Nebraska. En el Censo de 2010 tenía una población de 333 habitantes y una densidad poblacional de 343,78 personas por km².

## Geografía
Petersburg se encuentra ubicada en las coordenadas 41°51′13″N 98°4′52″O / 41.85361, -98.08111. Según la Oficina del Censo de los Estados Unidos, Petersburg tiene una superficie total de 0.97 km², de la cual 0.97 km² corresponden a tierra firme y (0%) 0 km² es agua.

## Demografía
Según el censo de 2010, había 333 personas residiendo en Petersburg. La densidad de población era de 343,78 hab./km². De los 333 habitantes, Petersburg estaba compuesto por el 98.8% blancos, el 0% eran afroamericanos, el 0% eran amerindios, el 0% eran asiáticos, el 0% eran isleños del Pacífico, el 0% eran de otras razas y el 1.2% pertenecían a dos o más razas. Del total de la población el 1.8% eran hispanos o latinos de cualquier raza.